# Margarete Behm
Margarete Behm, née le 3 mai 1860 à Lehndorf et morte le 23 juillet 1929 à Berlin, est une femme politique allemande, membre du Parti populaire national allemand (DNVP).

## Biographie
Son père est un fermier pauvre. Très tôt, elle perd sa mère. Après avoir fréquenté l'école du village à Koßdorf dans la province de Saxe, elle part étudier jusqu'en 1876 à la Heinemannsche Höhere Töchterschule à Stolp (Poméranie). Elle obtient ensuite un  diplôme de la Proßsche Lehrerinnenseminar à Berlin, et est employée à partir de 1879 comme enseignante à la Proßschen supérieur Töchterschule. En 1884 elle est transférée dans la fonction publique, et elle enseigne d'abord à la 22e, puis à la 143e Gemeinde Schule à Berlin (jusqu'en 1905).

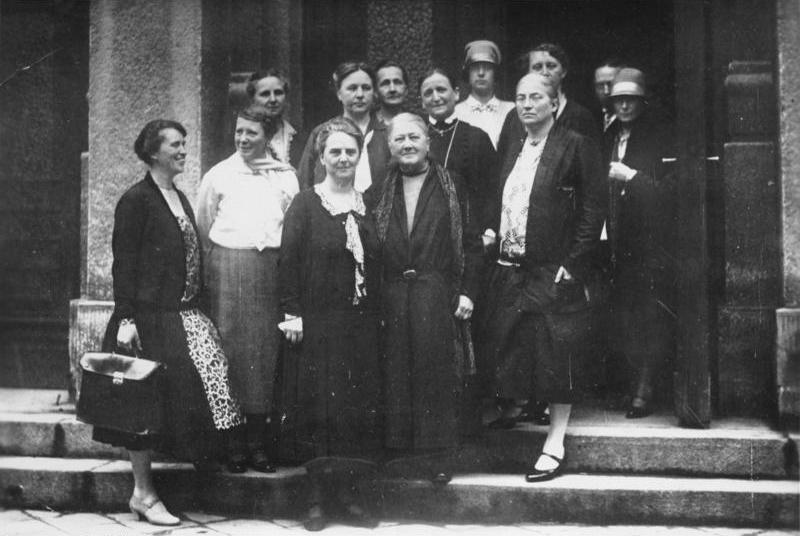
Réunion des femmes du DNVP à Königsberg en 1928. De gauche à droite : Elsa Hielscher-Panten, Else von Sperber, Annagrete Lehmann, derrière Magdalene von Tiling, Margarete Behm, derrière Therese Deutsch, Helene Freifrau von Watter, Paula Müller-Otfried, derrière Ulrike Scheidel.

En 1897, elle commence à s'investir dans la défense et l'organisation des travailleuses à domicile qui, à l'époque, souffrent de bas salaires et de peu de protection. Elle participe alors à la création de la Gewerkverein der Heimarbeiterinnen (de) (Organisation des travailleuses à domicile) et, à partir de 1900, elle fonde la revue Die Heimarbeiterin. La Gewerkverein fait partie des syndicats chrétiens, étant elle-même de confession évangélique.
À partir de 1905, Margarete Behm est présidente de l'organisation des travailleuses à domicile à Berlin-Zehlendorf. Pour ces dernières, elle met en place une protection juridique, des allocations chômage, des indemnités en cas de maladie, des aides à la maternité, des cours de formation continue, des assurances, des coopératives d'achat, des maisons de repos et participe surtout à des négociations salariales avec le patronat
Elle participe à la fondation du Parti populaire national allemand (DNVP) en 1918, dont elle dirige la commission féminine jusqu'en 1923. Entre 1919 et 1920, elle est députée à l'Assemblée nationale de Weimar, puis est élue députée jusqu'en 1928. Au Reichstag, elle introduit une assurance pour les travailleuses à domicile. La loi est nommée « loi Behm » en hommage à son action.
En 1925, elle obtient de l'université de Greifswald, un doctorat honoris causa en médecine.
Elle vit avec sa plus proche collaboratrice, Marguerite Wolff, dans la banlieue de Berlin, dans une maison où elle reçoit souvent. Lors des manifestations auxquelles elle participe, elle fait preuve de talents oratoires. Après son décès en 1929, son cercueil est suivi d'un grand cortège funèbre.